# Craving (Band)
Craving ist eine Melodic-Death-/Black-Metal-Band aus Oldenburg (Oldenburg). Die Band steht unter Vertrag bei Apostasy Records.

## Geschichte
Craving wurde 2005 von Ivan Chertov, Lukas Winkler, Lutz Pohlabeln und Johannes Paetzold gegründet. 2006 veröffentlichte die Band die CD Demo 2006, 2008 die Revenge EP.
2010 nahm Craving in zehn Tagen das Debütalbum Craving zusammen mit Sebastian Levermann von Orden Ogan auf. Aufgrund der langen Nachbearbeitung wurde das Material erst 2011 fertiggestellt. Die Band unterzeichnete Ende 2011 einen Plattenvertrag bei Apostasy Records. Die Veröffentlichung von Craving erfolgte am 20. Januar 2012. Auf zwei Liedern ist Helge Stang (Equilibrium, Arafel) zu hören.
Am 1. September 2013 veröffentlichte die Band ein Musikvideo mit dem Cover des Songs des Eurovision-Songcontest-Gewinners 2013 Only Teardrops von Emmelie de Forest.
Am 11. Oktober 2013 erschien ihr zweites Album At Dawn. Diesmal gastieren neben Chris Caffery (Savatage, Trans-Siberian Orchestra) weitere sechs Gastmusiker auf dem Album, unter anderem Niels Löffler (Orden Ogan) und Mark "Agalaz" Fehling (Obscurity).
Vom 12. bis 26. Oktober 2013 absolvierte die Band ihre erste Tournee durch Europa im Rahmen der Hell Revisited European Tour 2013. Zusammen mit den Bands Hell:on und Sinful tourten Craving durch Polen, Deutschland, Belgien und Tschechien.
Im April 2014 war die Band im öffentlichen Fernsehen in Dänemark zu sehen. Im 26-sekündigen Werbespot der Firma TDC für das Samsung Galaxy S5 sieht man Ausschnitte aus dem Musikvideo der Band zum Cover-Song „Only Teardrops“ auf einem Smartphone.
Eine weitere Tour folgte im September 2014 durch Deutschland mit Support der Melodic-Death-Metal-Band Nachtschatten.
Am 24. Dezember 2014 kündigte die Band in einem Video die Arbeit an einem neuen Album an, sowie eine zehntägige Tournee durch das Vereinigte Königreich, Frankreich und die Niederlande, welche vom 3. bis 14. Februar 2015 stattgefunden hat.
Am 19. Februar 2016 veröffentlichte die Band EP "Wielder of Storms", das gleichnamige Musik-Video zum Titelsong wurde am selben Tag veröffentlicht.
Vom 19. bis 28. Februar 2016 tourte die Band zusammen mit Wolves Den durch Deutschland, die Niederlande, Belgien, Frankreich und die Schweiz.
Der Autor RENE vom Metal-Online-Magazin Zephyrs-Odem.de vergab der EP eine Wertung von 8,8 von 10 Punkten und kommentierte:
„Insgesamt lässt es sich einfach sagen: Craving verbessern sich fortgehend mit den Jahren und lassen die gewonnene Erfahrung in jedes weitere Album einfließen. Mir persönlich gefällt die Arbeit mit den Clean-Vocals, die sich deutlich besser ins Gesamtwerk einfügen als noch auf dem Vorgänger „At Dawn“. Dazu einige folkige Akustik-Einlagen und es entsteht der typische, unverkennbare Sound der Band mit viel Abwechslungsreichtum und einer Menge Energie. Ich für meinen Teil bin mehr als gespannt auf das kommende Album.“
Am 25. November sollte das dritte Album der Band "By The Storm" erscheinen, die Erscheinung wurde auf den 16. Dezember 2016 verschoben, wobei sich die Veröffentlichung des limitierten Box-Sets bis einschließlich Februar 2017 aufgrund von Lieferschwierigkeiten verzog.
Das Album wurde gut bis sehr gut von der Presse aufgenommen. Thomas Seitz von The-Pit.de vergab dem Album 9 von 10 Punkten schrieb in seinem Review vom 29. November 2016
„Craving liefern mit „By The Storm“ ein beeindruckendes Werk ab, das sich nahtlos in die Reihe der bisherigen Veröffentlichungen einfügt. Die Band hat sich bisher in keine Schublade klopfen lassen und auch dieses Mal machen die drei Jungs einfach das, was ihnen passt. Dieses Vorgehen steht der Formation gut und sollte den Fankreis mit der neuen Platte weiter ausbauen.“

## Diskografie
- 2006: Demo 2006
- 2008: Revenge EP
- 2012: Craving (Album, Apostasy Records)
- 2013: At Dawn (Album, Apostasy Records)
- 2016: Wielder of Storms EP
- 2016: By the Storm (Album, Apostasy Records)